# Assedio di Boscoducale (1629)
L'assedio di Boscoducale fu nel 1629 un'azione militare della guerra degli ottant'anni durante il quale le truppe repubblicane olandesi conquistarono Boscoducale ('s-Hertogenbosch), città fedele al re di Spagna fin dal 1579 ed allora parte dei Paesi Bassi spagnoli.